# Catopsis
Catopsis (лат.) — род растений семейства Бромелиевые (Bromeliaceae), естественным образом произрастающий в тропических и субтропических районах Америки.

## Название
Название рода Catopsis происходит от греческих слов kata — «свисающий» и opsis — «внешний вид».

## Ботаническое описание
Представители рода — бесстебельные травянистые эпифиты. Листья собраны в плотные розетки, мелко покрыты прижатыми чешуйками и часто имеют меловой налет. Влагалище листьев крупное, но нечетко выраженное.
Соцветия обычно состоят из одного цветоноса, чаще разветвленного, и превышают листья по длине. Цветоносы многорядно цветущие. Цветки мелкие, сидячие, чаще всего обоеполые. Чашелистики свободные, асимметричные, округлые, с одной удлиненной стороной. Лепестки также свободные, без язычков, с короткими пластинками. Завязь широкояйцевидная или эллипсоидная. Плод представляет собой овальную коробочку. Семена снабжены верхушечным пучком складчатых волосков.

## Распространение
Род встречается на следующих территориях: Багамы, Белиз, Боливия, Бразилия, Колумбия, Коста-Рика, Куба, Доминиканская Республика, Эквадор, Сальвадор, Флорида, Французская Гвиана, Гватемала, Гайана, Гаити, Гондурас, Ямайка, Подветренные острова, Мексика, Никарагуа, Панама, Перу, Пуэрто-Рико, Суринам, Тринидад и Тобаго, Венесуэла, Венесуэльские Антильские острова и Наветренные острова.

## Таксономия
Catopsis Griseb., первое упоминание в Nachr. Königl. Ges. Wiss. Georg-Augusts-Univ. 1: 21 (1864 publ. 1865).

### Синонимы
- Tussacia Klotzsch ex Beer
- Pogospermum Brongn.

### Виды
Согласно данным сайта WFO Plant List на июнь 2024 года, род состоит из следующих видов:
- Catopsis berteroana (Schult. & Schult.f.) Mez
- Catopsis berteroniana (Schult. & Schult.f.) Mez
- Catopsis compacta Mez
- Catopsis delicatula L.B.Sm.
- Catopsis floribunda L.B.Sm.
- Catopsis juncifolia Mez & Wercklé
- Catopsis micrantha L.B.Sm.
- Catopsis minimiflora Matuda
- Catopsis montana L.B.Sm.
- Catopsis morreniana Mez
- Catopsis nitida (Hook.) Griseb.
- Catopsis nutans (Sw.) Griseb.
- Catopsis occulta Mart.-Correa, Espejo & López-Ferr.
- Catopsis oerstediana Mez
- Catopsis paniculata E.Morren
- Catopsis pedicellata L.B.Sm.
- Catopsis pisiformis Rauh
- Catopsis sessiliflora (Ruiz & Pav.) Mez
- Catopsis subulata L.B.Sm.
- Catopsis wangerinii Mez & Wercklé
- Catopsis wawranea Mez
- Catopsis wawreana Mez
- Catopsis werckleana Mez